# Smitsonit
Smitsonit ali cinkov kalavec je cinkov karbonat ZnCO3, ki kot sekundarni mineral nastaja v oksidacijskih conah skladov cinkovih rud. Pojavlja se tudi v sedimentih, v katerih je nastal z oksidacijo sfalerita. V preteklosti so ga istovetili s hemimorfitom, dokler niso ugotovili, da gre za različna minerala. Minerala sta po videzu zelo podobna, zato so za oba uporabljali tudi naziv kalamin, kar je povzročala precej zmede.
Ime je dobil ime leta 1832 po ameriškem kemiku in mineralogu Jamesu Smithsonu(1765–1829), ki je mineral prepoznal in opisal leta 1802. Iz Smithsonove zapuščine je ameriška vlada 10 avgusta 1846 ustanovila Smithsonian Institution.
Smitsonit je različno obarvan mineral, ki kristalizira v trigonalnem kristalnem sistemu. Pravilno oblikovani kristali so redki. Najpogosteje se pojavlja v prstenih grozdičastih masah. Njegova trdota po Mohsovi lestvici je 4,5, gostota pa 4,45 g/cm3.
Smitsonit se pojavlja kot sekundarni mineral v conah preperevanja ali oksidacije cinkovih rudnih skladov. Včasih se pojavlja tudi kot nadomestno telo v karbonatnih kamninah in je kot tak sestavina cinkove rude. Pogosti spremljajoči minerali so hemimorfit, willemit, ceruzit, malahit, azurit, avrikalcit in anglezit. Mineral tvori dva omejena niza trdnih raztopin: s substitucijo z manganom nastane rodohrozit (MnCO3), s substitucijo z železom pa siderit (FeCO3).
Lepi kristali smitsonita so iz Lauriona (Grčija), Aachna (Nemčija), Plajberka pri Beljaku (nemško: Bad Bleiburg, Avstrija), Santandra (Španija), Sardinije (Italija) in Matlocka (Velika Britanija).  Majhni romboedrski kristali so iz Tsumeba (Namibija) in Broken Hilla (Avstralija).
V Sloveniji se lepe prevleke in celo majhni kristali najdejo v rudniku Mežica, kjer ga je rumeno obarval kadmij. Druga znana najdišča so tudi pri Litiji, pod Ljubeljem in v okolici Mokronoga. Najde se tudi v prirodoslovnem muzeju Slovenije.
- Grozdičasti smitsonit iz Choixa, Sinaloa, Mehika; velikost: 18,8 × 11.6 × 4.0 cm
- Rožnati grozdičasti smitsonit iz Choixa; velikost: 6,8 × 5,8 × 3,3 cm
- Kristali rahlo rožnatega kobaltovega smitsonita iz Tsumeba, Namibija; velikost, 6,8 × 4,6 × 3,7 cm
- Bakrov smitsonit na dolomitu iz Tsumeba; velikost: 4,4 × 4 × 3 cm